# Вилянуева (Гватемала)
Вилянуева (на испански: Villa Nueva) е град в департамент Гватемала, Гватемала. Населението на града през 2010 година е 710 218 души.